# Liste der Monuments historiques in Vergné
Die Liste der Monuments historiques in Vergné führt die Monuments historiques in der französischen Gemeinde Vergné auf.

## Liste der Objekte
Zum Verständnis siehe: Kirchenausstattung
| Bezeichnung      | Beschreibung                                                               | Standort                       | Kennzeichnung | Schutzstatus | Datum | Bild |
| ---------------- | -------------------------------------------------------------------------- | ------------------------------ | ------------- | ------------ | ----- | ---- |
| Glocke           | Bronze, 1613 gegossen                                                      | in der Kirche St-Martin (Lage) | PM17002112    | Inscrit      | 2005  |      |
| Prozessionskreuz | Metall, versilbert, 18. Jahrhundert                                        | in der Kirche St-Martin (Lage) | PM17001403    | Inscrit      | 1984  |      |
| Tabernakel       | Tabernakel mit Expositionsnische; Holz, polychrom gefasst, 19. Jahrhundert | in der Kirche St-Martin (Lage) | PM17001713    | Inscrit      | 1991  |      |